# Macalla
Macalla – album muzyczny grupy Clannad z roku 1985 składający się z 10 utworów.

## Lista utworów
Na podstawie materiału źródłowego:
1. "Caisleán Óir" (Ciarán Brennan, Máire Brennan) – 2:06
2. "The Wild Cry" (Pól Brennan) – 4:41
3. "Closer to Your Heart" (C. Brennan) – 3:29
4. "In a Lifetime" (w duecie z Bono) (C. Brennan, P. Brennan) – 3:08
5. "Almost Seems" (P. Brennan) – 4:51
6. "Indoor" (P. Brennan) – 3:53
7. "Buachaill Ón Éirne" (Traditional) – 3:08
8. "Blackstairs" (P. Brennan) – 4:15
9. "Journey's End" (Noel Duggan, Pádraig Duggan) – 2:42
10. "Northern Skyline" (C. Brennan, P. Brennan) – 4:58